# غروسبوتفار
غرسبوتوار (بالألمانية: Großbottwar) هي بلدة، مدينة وبلدة ألمانية تقع في ألمانيا في لودفيغسبورغ.[بحاجة لمصدر] يقدر عدد سكانها بـ 8,391 نسمة .

## المدن التوأمة
- مدينة إيلناو-إيفريتيكون في سويسرا